# CASA C-212 Aviocar
Il C-212 Aviocar è un aereo da trasporto leggero progettato e prodotto dall'azienda aeronautica spagnola CASA, con capacità STOL, impiegato sia in ambito militare che civile; è tuttora in produzione in Indonesia dalla Indonesian Aerospace (IAe) (ex IPTN).

## Storia del progetto
Il C-212 Aviocar nacque a seguito di una specifica emessa, nella metà degli anni sessanta, dal Ministerio del Aire spagnolo, quando si presentò la necessità di sostituire gli anziani trimotori CASA 352, i tedeschi Junkers Ju 52/3m costruiti su licenza in Spagna.
La CASA rispose nel 1966 presentando il progetto di massima del C-212 Aviocar. Fin dall'inizio il nuovo velivolo fu concepito sia per il mercato militare che civile e, per tale motivo il progetto fu reso compatibile con le norme di certificazione dell'Instituto Nacional de Técnica Aéroespacial. La CASA realizzò una cellula per le prove statiche e 2 prototipi volanti.
Il primo prototipo volò a Getafe il 26 marzo 1971, mentre il secondo prototipo effettuò il suo primo volo il 23 ottobre 1971. Appena dopo l'Ejército del Aire ordinò 8 esemplari di pre-serie designati T.12.
Il piccolo biturbina "utility" ha ottenuto un buon successo di vendite in ogni parte del mondo; è stato costruito in 351 esemplari dalla CASA e in 95 unità in Indonesia realizzato su licenza dalla Indonesian Aerospace (IAe) (ex IPTN). I principali clienti militari del C-212 Aviocar sono Giordania, Indonesia, Portogallo e Spagna e oltre ad essere diffuso notevolmente in America Latina ed Africa diversi esemplari si trovano tuttora tra le file di forze aeree maggiori, quali quella della Francia, Stati Uniti e Svezia.

## Ordini e consegne
| Nazione             | Forza aerea                                                                              | Ordini                                                             | Consegne | Operativi |
| ------------------- | ---------------------------------------------------------------------------------------- | ------------------------------------------------------------------ | -------- | --- |
| Afghanistan         | De Afghan Hauai Quvah                                                                    | 0                                                                  | 0        | 1 |
| Angola              | Força Aérea Nacional Angolana                                                            | 12                                                                 | 12       | 10 esemplari in servizio al 2015, di cui 5 per pattugliamento marittimo e 5 per il trasporto tattico.                                              |
| Argentina           | Fuerza Aérea ArgentinaEjército Argentino                                                 | 82                                                                 | 82       | 62 C-212-200 acquisiti di seconda mano nel 2016 e tutti in servizio al novembre 2018.                                                              |
| Australia           | Royal Australian Air Force                                                               | 3                                                                  | 3        | 3 |
| Belgio              | Componente aerea dell'armata belga                                                       | 1                                                                  | 1        | 0 |
| Bolivia             | Fuerza Aérea Boliviana                                                                   | 1                                                                  | 1        | 5 |
| Botswana            | Botswana Defence Force Air Wing                                                          | 2                                                                  | 2        | 2 in servizio al marzo 2017. |
| Canada              | Canadian Forces                                                                          | 1                                                                  | 1        | 1 |
| Capo Verde          | Força Aérea Caboverdiana                                                                 | 1                                                                  | 1        | 1 consegnato ed in servizio al dicembre 2017. |
| Ciad                | Force Aérienne Tchadienne                                                                | 3                                                                  | 3        | 3 in servizio al maggio 2018. |
| Cile                | Fuerzas Armadas de la República de Chile                                                 | 17                                                                 | 17       | 6 |
| Colombia            | Fuerza Aérea Colombiana Armada de la República de Colombia Ejército Nacional de Colombia | 11                                                                 | 11       | 4 dei 5 C-212-300 consegnati in servizio al 2018 con l'Aeronautica Colombiana. 2 C-212-100 in servizio con l'esercito colombiano all'ottobre 2017. |
| Rep. del Congo      | Armée de l'Air du Congo                                                                  | 0                                                                  | 0        | 2 |
| RD del Congo        | Force Aérienne du Congo                                                                  | 1                                                                  | 1        | 0 |
| Corea del Sud       | Daehan Minguk Gonggun Haeyang-gyeongchal-cheong                                          | 2                                                                  | 2        | 1 |
| Costa Rica          | -                                                                                        | 2                                                                  | 2        | 0 |
| Rep. Dominicana     | Fuerza Aérea Dominicana                                                                  | 3 C-212-400E                                                       | 3        | 3 |
| Ecuador             | Fuerza Aérea Ecuatoriana                                                                 | 2                                                                  | 2        | 2 |
| Emirati Arabi Uniti | Al-Quwwāt al-Jawiyya al-Imārātiyya                                                       | 4                                                                  | 4        | 0 |
| Filippine           | Hukbong Himpapawid ng Pilipinas                                                          | 8                                                                  | 2        | 2 |
| Francia             | Armée française                                                                          | 8                                                                  | 8        | 6 |
| Gabon               | Armée de l'air gabonaise                                                                 | 3                                                                  | 3        | 1 |
| Giordania           | Al-Quwwat al-Jawwiyya al-malikiyya al-Urdunniyya                                         | 4                                                                  | 4        | 0 |
| Indonesia           | Tentara Nasionl Indonesia Angkatan Laut Tentara Nasional Indonesia Angkatan Udara        | 120                                                                | 120      | 45 |
| Italia              | Forze armate italiane                                                                    | 0                                                                  | 0        | 2 |
| Kiribati            | -                                                                                        | 1                                                                  | 1        | 2 |
| Lesotho             | Lesotho Defence Force - Air Squadron                                                     | 3                                                                  | 3        | 2 |
| Lussemburgo         | -                                                                                        | 0                                                                  | 0        | 2 |
| Madagascar          | Aeronautica militare del Madagascar                                                      | 2                                                                  | 2        | 1 |
| Malta               | Stormo aereo maltese                                                                     | 5                                                                  | 5        | 2 |
| Messico             | Armada de México                                                                         | 10                                                                 | 10       | 2 |
| Nicaragua           | -                                                                                        | 7                                                                  | 7        | 0 |
| Panama              | -                                                                                        | 6                                                                  | 6        | 3 |
| Paraguay            | -                                                                                        | 5                                                                  | 5        | 5 |
| Perù                | -                                                                                        | 1                                                                  | 1        | 0 |
| Portogallo          | Força Aérea Portuguesa                                                                   | 26                                                                 | 26       | Ritirati nel 2011. |
| Senegal             | Armée de l'air du Sénégal                                                                | 0                                                                  | 0        | 1 |
| Spagna              | Ejército del Aire Guardia Civil Sociedad de Salvamento y Seguridad Marítima              | 92                                                                 | 92       | 24 |
| Stati Uniti         | USAF                                                                                     | 6 C-212-200 (ridesignati C-41A) consegnati tra il 1987 ed il 1990. | 6        | 5 |
| Sudafrica           | Suid-Afrikaanse Lugmag                                                                   | 5                                                                  | 5        | 3 |
| Suriname            | -                                                                                        | 2                                                                  | 2        | 0 |
| Svezia              | Svenska Flygvapnet                                                                       | 3                                                                  | 3        | 0 |
| Svizzera            | Forze aeree svizzere                                                                     | 3                                                                  | 3        | 0 |
| Thailandia          | Kongthap Akat Thai Reale polizia thailandese                                             | 16                                                                 | 16       | 16 |
| Tonga               | Tonga Defence Services                                                                   | 1                                                                  | 1        | 0 |
| Turchia             | Türk Kara Kuvvetleri Türk Deniz Kuvvetleri Türk Hava Kuvvetleri                          | 2                                                                  | 2        | 0 |
| Uruguay             | -                                                                                        | 5                                                                  | 5        | 6 |
| Venezuela           | Armada Bolivariana                                                                       | 6                                                                  | 6        | 6 |
| Vietnam             | Không lực Việt Nam Cộng hòa                                                              | 6                                                                  | 3        | 3 |
| Zimbabwe            | Air Force of Zimbabwe                                                                    | 13                                                                 | 13       | 7 |
| Totale              |                                                                                          | 489                                                                | 480      | 222 |

### Riviste
- Barrie, Douglas and Jenny Pite. "World's Air Forces". Flight International, Vol. 146, No. 4435, 24–30 August 1994, pp. 29–64.
- Hoyle, Craig. "Directory: World Air Forces".  Flight International (archiviato dall'url originale il 22 luglio 2013)., Vol. 178, No. 5257, 14–20 December 2010, pp. 26–53.
- Hoyle, Craig. "World Air Forces Directory". Flight International, Vol. 180, No. 5321, 13–19 December 2011, pp. 26–52.
- Hoyle, Craig. "World Air Forces Directory". Flight International, Vol. 182, No. 5370, 11–17 December 2012. pp. 40–64. ISSN 0015-3710.
- Hoyle, Craig. "World Air Forces Directory". Flight International, Vol. 188, No. 5517, December 8–14, 2015. pp. 26–53.
- Jackson, Paul. "Royal Jordanian Air Force: Air Power at Three-continent Crossroads". Air International, Nol. 33, No. 5, November 1987, pp. 215–223. ISSN 0306-5634 (WC · ACNP).
- "World's Air Forces". Flight International, Vol. 144, No. 4397, November 1993, pp. 41–76. 24–30.